# Нисаб
Ниса́б (араб. نِصَابٌ‎ —  начало, основа‎) — минимальный достаток или имущество, с которого необходимо выплачивать закят. Минимум золота, с которого выплачивается закят, составляет 20 мискалей (от 85 до 94 грамм); серебра — 200 дирхемов (около 640 грамм); зерна и фруктов — 5 васков (около 673,5 кг); верблюдов и коров — 5 голов; овец — 40 голов.

## Хадисы
- Передают, что ‘Али ибн Абу Талиб, да будет доволен им Всевышний Аллах, рассказывал, что Посланник Аллаха, мир ему и благословение Аллаха, сказал: «Если у тебя есть двести серебряных дирхемов, которыми ты владел в течение целого года, то ты должен выплатить с них пять дирхемов. И ты не обязан выплачивать закят, если у тебя золота меньше двадцати динаров. А если у тебя есть двадцать динаров, которыми ты владел в течение целого года, то ты должен выплатить с них полдинара. Если денег будет больше, то закят следует подсчитывать из такого же расчета. Однако закят не выплачивается с имущества, которым человек не владел в течение целого года»[2].
- Пророк (мир ему и благословение Аллаха) сказал: «Закят не выплачивается с имущества, которым человек не владеет в течение целого года»[3].
- Посланник Аллаха (мир ему и благословение) сказал: «Зёрна и плоды не облагаются закятом, если их меньше пяти поклаж»[4].
- Посланник Аллаха (мир ему и благословение) сказал: «С того, что поливается водой с неба и с пальм, впитывающих корнями дождевую воду из вырытых ям, выплачивается одна десятая [часть урожая], а с того, что орошается, — одна двадцатая»[5].